# جایزه منتقدان و نویسندگان مطبوعات
جایزه منتقدان و نویسندگان مطبوعات سال ۱۳۷۹ برای پشتیبانی از آثار فاخر داستانی تشکیل شد. هر ساله علاوه بر انتخاب مجموعه داستان و رمان از یک چهره تأثیرگذار در ادبیات داستانی ایران و یک روزنامه‌نگار فعال نیز تجلیل می‌شود.

## تاریخچه
احمد غلامی جایزه منتقدان و نویسندگان مطبوعات را به دنبال حذف نام احمد محمود در فهرست برندگان نهایی جایزه بیست سال ادبیات داستانی که وزارت فرهنگ و ارشاد اسلامی سال ۱۳۷۷ آن را برگزار کرد، تأسیس کرد.
محل برگزاری این جایزه غیر از دوره اول که در تالار کمال دانشگاه تهران برگزار شد در بقیه دوره‌ها اغلب در تحریریه روزنامه‌های شرق و اعتماد برگزار شده‌است.

## برگزیدگان

### دوره اول
- داوران: احمد غلامی، پیمان اسماعیلی، حسن محمودی، امیر نصری، سپیده زرین‌پناه، حسین شیخ‌رضایی، رسول آبادیان، مهدی یزدانی خرم و فریبا خانی
- مجموعه داستان: حنای سوخته، نوشته شهلا پروین‌روح.
- رمان: هیس، نوشته محمدرضا کاتب.
- چهره: احمد محمود.

### دوره دوم
- داوران: احمد غلامی، حسن محمودی، محمدحسن شهسواری، شهریار وقفی‌پور، مهسا محب‌علی و ابراهیم زاهدی مطلق.
- مجموعه داستان: جایی دیگر، نوشته گلی ترقی و دوباره از همان خیابان‌ها، نوشته بیژن نجدی.
- رمان برگزیده: شهری که زیر درختان سدر مرد، نوشتهٔ خسرو حمزوی.
- چهره: محمود دولت‌آبادی.

### دوره سوم
- داوران: احمد غلامی، محمدحسن شهسواری، حسن محمودی، مهدی یزدانی‌خرم، امیر نصری و کامران محمدی.
- مجموعه داستان: اثری معرفی نشد.
- رمان: همنوایی شبانه ارکستر چوب‌ها، نوشته رضا قاسمی.
- چهره: رضا براهنی.

### دوره چهارم
- داوران: احمد غلامی، بلقیس سلیمانی، علی‌اصغر سیدآبادی، محمدحسن شهسواری، حسن محمودی، امیر نصری و مهدی یزدانی‌خرم.
- مجموعه داستان: خنده در خانه تنهایی، نوشته بهرام مرادی.
- رمان: من ببر نیستم به بالای خود پیچیده تاکم، نوشته محمدرضا صفدری.
- چهره: جمال میرصادقی.
- روزنامه‌نگار: سپیده زرین‌پناه.

### دوره پنجم
- داوران: احمد غلامی، علی‌اصغر شیرزادی، بلقیس سلیمانی، محمدحسن شهسواری، محسن فرجی، مهدی یزدانی‌خرم و حسن محمودی.
- مجموعه داستان: اثری معرفی نشد.
- رمان: اثری معرفی نشد.
- چهره: کسی معرفی نشد.

### دوره ششم
- داوران: احمد غلامی، اسدالله امرایی، علی اصغر سیدآبادی، محمدرضا رستمی، حسن محمودی، مهدی یزدانی‌خرم و محمدحسن شهسواری.
- مجموعه داستان: اثری معرفی نشد.
- رمان: اثری معرفی نشد. با این حال جایزه هیئت داوران به منظور پاسداشت حقوق مؤلف در ایران و در اعتراض به حقوق پایمال شده نویسنده از سوی ناشر، به مهستی شاهرخی اهداء شد.
- چهره: کسی معرفی نشد.

### دوره هفتم
- داوران: احمد غلامی، حسن محمودی، محمدحسن شهسواری، مهدی یزدانی‌خرم.
- مجموعه داستان: بلبل حلبی، نوشته محمد کشاورز.
- رمان: از شیطان آموخت و سوزاند، نوشته فرخنده آقایی.
- چهره: سیمین دانشور.

### دوره هشتم[۳]
- داوران: احمد غلامی، حسن محمودی، محمدحسن شهسواری، مهدی یزدانی‌خرم، علی‌اصغر سیدآبادی، کامران محمدی و یونس تراکمه
- مجموعه داستان: شب‌های چهارشنبه، آذردخت بهرامی.
- رمان: فرشته‌ها بوی پرتغال می‌دهند، نوشته حسن بنی‌عامری.
- چهره: علی‌اشرف درویشیان.

### دوره نهم
- داوران: احمد غلامی، یونس تراکمه، علی‌اصغر سیدآبادی، مهدی یزدانی‌خرم، حسن محمودی، محمد حسینی و مهسا محب‌علی.
- مجموعه داستان: اثری معرفی نشد.
- رمان: از یاد رفتن، نوشته محمدحسین محمدی.
- چهره: گلی ترقی.

### دوره دهم
- سال ۱۳۸۸
- داوران: احمد غلامی، یونس تراکمه، رضا شکراللهی، محمدحسن شهسواری، حسن محمودی، علیرضا محمودی ایرانمهر و مهدی یزدانی‌خرم.
- مجموعه داستان: برف و سمفونی ابری، نوشته پیمان اسماعیلی.
- رمان: نگران نباش، نوشته مهسا محب‌علی.
- مجموعه داستان برگزیده یک دهه: تمام زمستان مرا گرم کن، نوشته علی خدایی.
- رمان برگزیده یک دهه: همنوایی شبانه ارکستر چوب‌ها، نوشته رضا قاسمی.
- چهره: ابراهیم گلستان.
- حامی کتاب: علی شروقی
- روزنامه‌نگار: محمد قوچانی.[۴]

### دوره یازدهم
- سال ۱۳۹۱
- داوران:
- مجموعه داستان: رو ولگردی کن رفیق، نوشته مهدی ربی.
- رمان: بهار ۶۳، نوشته مجتبی پورمحسن.

هیئت داوران مجموعهٔ داستان به‌هم پیوستهٔ «شاخ» نوشتهٔ پیمان هوشمندزاده را هم به‌عنوان اثری شاخص و قابل توجه تشخیص داد و به‌عنوان یکی از برگزیدگان خود از میان کتاب‌های چاپ‌شدهٔ سال ۱۳۸۸ انتخاب کرد.